# ناهار (ولاسکس)
ناهار (به انگلیسی: The Lunch) یک نقاشی زود هنگام توسط هنرمند اسپانیایی دیه‌گو ولاسکس است که در حدود سال ۱۶۱۷ پایان یافته‌است. این اثر یک نقاشی رنگ روغن روی بوم است که در موزه ارمیتاژ سن پترزبورگ نگهداری می‌شود.
این نقاشی یک میز را نشان می‌دهد که با پارچه چین خورده‌ای پوشانده شده و دو انار و یک تکه نان روی آن نهفته‌است. افرادی که در این ناهار شرکت دارند شامل یک مرد مسن در سمت چپ و یک جوان در سمت راست هستند، در حالی که در پس زمینه، پسری به ظاهر بی خیال شراب را در یک کوزه می‌ریزد. به نظر می‌رسد مرد خندان در سمت راست با علامت شست دست را نشان می‌دهد.
روی دیوار در پس زمینه، یک نوار سفید رنگ گردن، یک کیف چرمی و در سمت راست، یک شمشیر آویزان شده‌است.
ناهار تقریباً با نقاشی دیگری از ولاسکس، ناهار کشاورزان(۱۶۱۸) یکسان است.
این نقاشی با عنوان «صبحانه» از ۲ فوریه تا ۲۵ اوت ۲۰۱۹ در ارمیتاژ آمستردام، هلند به عنوان بخشی از نمایشگاه "De Schatkamer!" در معرض دید بود.